# Осиче (община Старо Нагоричане)
 Тази статия е за селото в Кумановско.  За селото в Кривопаланечко вижте Осиче (община Крива паланка).  
Осиче (на македонска литературна норма: Осиче) е село в Северна Македония, в община Старо Нагоричане.

## География
Селото е разположено в областта Средорек в най-западните склонове на планината Герман.

## История
В края на XIX век Осиче е българско село в Кумановска каза на Османската империя. Според статистиката на Васил Кънчов („Македония. Етнография и статистика“) от 1900 г. Осиче е населявано от 128 жители българи християни.
Цялото християнско население на селото е под върховенството на Българската екзархия. По данни на секретаря на екзархията Димитър Мишев („La Macédoine et sa Population Chrétienne“) в 1905 година в Осиче има 96 българи екзархисти. Според секретен доклад на българското консулство в Скопие всичките 15 къщи в селото през 1904 година под натиска на сръбската пропаганда в Македония признават Цариградската патриаршия.
Според преброяването от 2002 година селото има 5 жители, всички северномакедонци.

## Личности
Родени в Осиче
- Дитко Алексов (? – 1916), сръбски четнически войвода